# طوطم

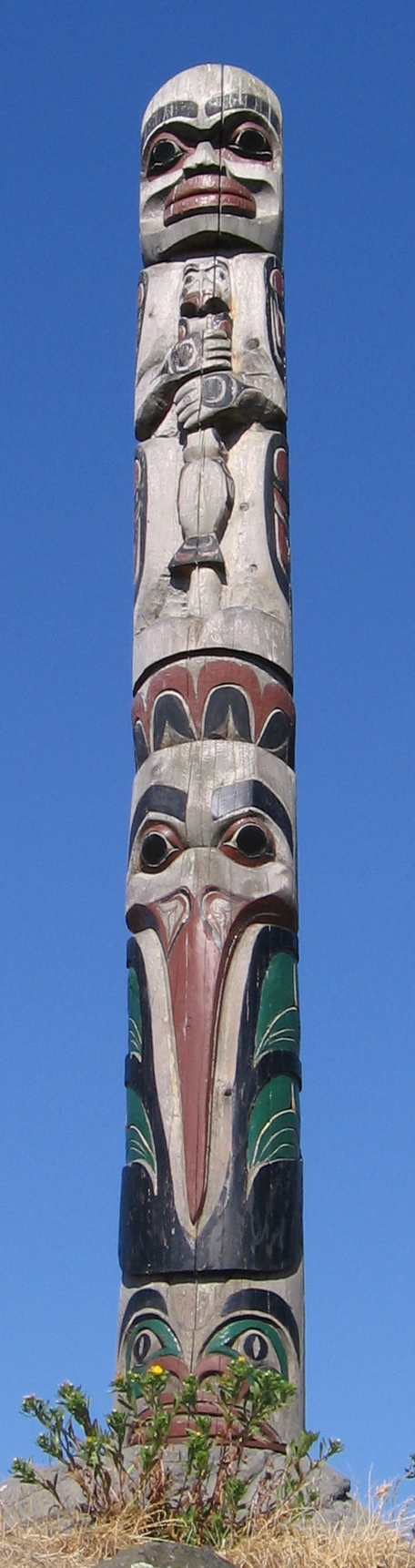
عمود طوطمي بفيكتوريا، كولومبيا البريطانية

الطوطم هو أي كيان يمثل دور الرمز للقبيلة، وأحيانا يُقّدس باعتباره المؤسس أو الحامي. أول من استخدم هو الرحالة ج. لونك عام 1791 إذ استعمله في كتابه «رحلات مترجم هندي وأسفاره»، واستعمل كلمة الطوطمية في الدراسات الإنسانية أول مرة العالم الإسكتلندي ج. مكلينين في عام 1870 عند كتابته مقالا بعنوان «الطوطمية». كانت الطوطمية موجودة لدى عرب الجاهلية، إذ كان لكل قبيلة صنم خاص بها على صورة حيوان أو جزء من الإنسان. وهو عادة شيء مادي مرسوم أو مجسم وربما حيوان أو نبات تعتقد جماعة ما أنه يحتوي على صفات روحانية خارقة ضمن مقدساتها وميراثها.

## الطوطمية دينًا
كان إيميل دوركايم (1858 - 1917) أول من اكتشف الدين الطوطمي وما يوازيه من التنظيم الاجتماعي وهو العشيرة ورأى ان القوى الدينية هي القوة الجمعية والمجهولة للعشيرة.
أما سبب اعتبار الطوطم مقدس فيرجع إلى أنه يمثل رمز للجماعة نفسها فهو يجسد القيم المحورية في حياة الجماعة أو المجتمع وليست مشاعر الإجلال والإكبار التي يحملها افراد الجماعة أزاء الطوطم الا تعبيرا عن احترامهم للقيم الاجتماعية الاساسية السائدة بينهم.
إن موضوع العبادة هوالمجتمع نفسه الذي يسعى إلى أن يؤكد ذاته بذاته، ويرسخ شرعيتة وقيمه ومن هنا فإن الالهة هي صورة للمجتمع وليس المجتمع صورة للآلهة وأن الديانات لا تنحصر في المعتقدات فحسب، بل تتجاوزها لتشتمل على مجموعة من الأنشطة الطقوسية والاحتفالية الدورية التي يتجمع فيها المؤمنون ويلتقون معًا. ويؤدي الانفعال الجمعي دورا مهما في التحولات الاجتماعية الكبرى حيث يولد الدين داخل بيئة الانفعال الجمعي وقد يتراجع فيها أيضا.
حاول دوركايم أن يكتشف منطلقات إنسانية جديدة للاخلاق غير تلك المنطلقات الدينية، التي أصبحت متوارثة دون نقاش ورأى أن أخلاق الدين تقايض الاخلاق مقابل ثمن دنيوي أو أخروي، يجري على شكل طقوس وشعائر لا عقلانية وكان يرى أن المقدس رمز قبل أي شيء والدين هو مجموعة من الرموز والأفعال والمعتقدات المتعلقة بها: أي المنفصلة عن عالم الناس لكنها من جانب آخر توحد الناس في جماعة.

## اقرأ أيضًا
- الطوطم والتابو